# Primula walshii
Primula walshii är en viveväxtart som beskrevs av William Grant Craib.
Primula walshii ingår i släktet vivor och familjen viveväxter. Inga underarter finns listade i Catalogue of Life.